# Tour de Gila feminino
O Tour de Gila feminino (oficialmente Silver City Tour of the Gila), é uma competição estadounidense de ciclismo de estrada por etapas  que se disputa no estado de Novo México e se desenvolve nas imediações da cidade de Silver City. É a versão feminina da corrida homónima masculina e celebram-se de maneira simultânea.
A sua primeira edição foi em 1987 e começou como competição amador, sendo a partir de 2015 quando se converteu numa corrida profissional se integrando no calendário internacional da UCI dentro da categoria 2.2 (última categoria do profissionalismo). A corrida integra o calendário nacional estadounidense e ao igual que sua homónima masculina conta com 5 etapas, sendo três em estrada, uma contrarrelógio e um critérium.

## Palmarés
| Ano                       | Vencedor            | Segundo                 | Terceiro            |           |
| ------------------------- | ------------------- | ----------------------- | ------------------- | --------- |
| edições amador            |                     |                         |                     |           |
| 1987                      | Nancy Shipp         | Jonell Mill             | Laurie King         |           |
| 1988                      | Jane Marshall       | Carol Rogers-Dunning    | Janelle Parks       |           |
| 1989                      | Carolyn Donnelly    | Kim Cashon              | Julie Young         |           |
| 1990                      | Carolyn Donnelly    | Melissa Mayfield        | Molly Taubeneck     |           |
| 1991                      | Laura Peycke        | Carolyn Donnelly        | Linda Kruse         |           |
| 1992                      | Jane Gagne          | Janelle Parks           | Martha Wavrin       |           |
| 1993                      | Martha Wavrin       | Molly Renner            | Pamela Schuster     |           |
| 1994                      | Carolyn Donnelly    | Molly Renner            | Rosalind Reekie-May |           |
| 1995                      | Carolyn Donnelly    | Heather Tallman         | Emily Robbins       |           |
| 1996                      | Desiree Margagliano | Teri Ralser             | Heather Tallman     |           |
| 1997 edição não realizada |                     |                         |                     |           |
| 1998                      | Jeannie Longo       |                         |                     |           |
| 1999                      | Kimberly Bruckner   | Andrea Ratkovic-Bowman  | Julie Hanson        |           |
| 2000                      | Mari Holden         | Jeannie Longo           | Kimberly Bruckner   |           |
| 2001                      | Geneviève Jeanson   | Kimberly Bruckner       | Lyne Bessette       |           |
| 2002                      | Geneviève Jeanson   | Kimberly Bruckner       | Karen Bockel        |           |
| 2003                      | Geneviève Jeanson   | Manon Jutras            | Katrina Berger      |           |
| 2004                      | Amber Neben         | Brooke Ourada           | Kimberly Anderson   |           |
| 2005                      | Kimberly Baldwin    | Geneviève Jeanson       | Lynn Gaggioli       |           |
| 2006                      | Kristin Armstrong   | Anne Samplonius         | Erinne Willock      |           |
| 2007                      | Mara Abbott         | Rachel Heal             | Dotsie Bausch       |           |
| 2008                      | Leah Goldstein      | Leigh Hobson            | Felicia Gomez Greer |           |
| 2009                      | Kristin Armstrong   | Alison Powers           | Katheryn Curi       |           |
| 2010                      | Mara Abbott         | Alison Powers           | Catherine Cheatley  |           |
| 2011                      | Clara Hughes        | Mara Abbott             | Kathryn Donovan     |           |
| 2012                      | Kristin Armstrong   | Carmen Small            | Alison Powers       |           |
| 2013                      | Mara Abbott         | Alison Powers           | Janel Holcomb       |           |
| 2014                      | Mara Abbott         | Flávia Oliveira         | Abigail Mickey      |           |
| edições profissionais     |                     |                         |                     |           |
| 2015                      | Mara Abbott         | Katie Hall              | Lauren Stephens     |           |
| 2016                      | Mara Abbott         | Kristin Armstrong       | Jasmin Duehring     |           |
| 2017                      | Tayler Wiles        | Katie Hall              | Leah Thomas         |           |
| 2018                      | Katie Hall          | Sara Poidevin           | Leah Thomas         |           |
| 2019                      | Brodie Chapman      | Chloé Dygert            | Jasmin Duehring     |           |
| 2020                      | cancelado           | cancelado               | cancelado           | cancelado |
| 2021                      | cancelado           | cancelado               | cancelado           | cancelado |
| 2022                      | Lauren De Crescenzo | Kristabel Doebel-Hickok | Austin Killips      |           |
| 2023                      | Austin Killips      | Marcela Prieto          | Emily Ehrlich       |           |
| 2024                      | Lauren Stephens     | Nadia Gontova           | Eleanor Wiseman     |           |

## Palmarés por países
| País           | Vitórias |
| -------------- | -------- |
| Estados Unidos | 25       |
| Canadá         | 5        |
| França         | 1        |
| Austrália      | 1        |